# Pseudaulacaspis hilli
Pseudaulacaspis hilli är en insektsart som först beskrevs av Robert Malcolm Laing 1929.  Pseudaulacaspis hilli ingår i släktet Pseudaulacaspis och familjen pansarsköldlöss. Inga underarter finns listade i Catalogue of Life.